# Que la bête meure
Que la bête meure és una pel·lícula francesa dirigida per Claude Chabrol el 1969.
És un thriller policíac desenvolupant la investigació i el desig de venjança d'un pare desesperat i resolt, fins al cara a cara amb l'homicida.
És l'adaptació d'una novel·la de Nicholas Blake, The Beast Must Die.

## Argument
Un jove que torna de pescar és atropellat a la plaça d'un poble bretó per un dominguer que fuig. Charles Thénier, escriptor, és el pare de la víctima. Es jura trobar l'homicida i venjar el seu fill.
Consagra tot el seu temps a portar una investigació personal, metòdica i obsessiva, de la qual consigna acuradament els detalls. Es troba sobre el rastre d'una actriu, Hélène Lanson, i després del seu cunyat Paul Decourt, un mecànic infecte, odiat per tots.

## Critiques
El cara a cara entre els dos homes és feroç i complex, matisat d'una reflexió moral sobre la legitimitat de la venjança i de la condemna. Segons Eric Libiot, Que la bête meure, 
| « | una de les obres claus de Claude Chabrol | » |

, no té una arruga, la confrontació entre un pare i l'homicida del seu fill és 
| « | un model del gènere | » |

.

## Repartiment
- Michel Duchaussoy: Charles Thénier, l'escriptor que porta la investigació per venjar-se;
- Jean Yanne: Paul Decourt, el mecànic;
- Caroline Cellier: Hélène Lanson, actriu, cunyada del mecànic;
- Anouk Ferjac: Jeanne Decourt, dona del mecànic;
- Marc di Napoli: Philippe Decourt, el fill del mecànic;
- Lorraine Rainer: Anna Ferrand;
- Maurice Pialat: el comissari;
- Louise Cavaller: Senyora Levenes, governanta;
- Stéphane Di Napoli: Michel Thénier, el fill atropellat tornant de pescar;
- Guy Marly: Jacques Ferrand;
- Dominique Zardi: inspector de policia;
- Raymone: la mare de Paul Decourt;
- Michel Charrel: el destraler.

## Al voltant de la pel·lícula
- Michel Duchaussoy, destacat a Jeu de massacre, obté aquí el seu segon primer paper, mentre que Jean Yanne, destacant aquí en un segon paper, havia obtingut abans una de les seves primeres grans interpretacions a Week-end de Jean-Luc Godard.
- Claude Chabrol farà rodar Jean Yanne l'any següent en Le Boucher com a intèrpret principal de la pel·lícula.